# 修饰键

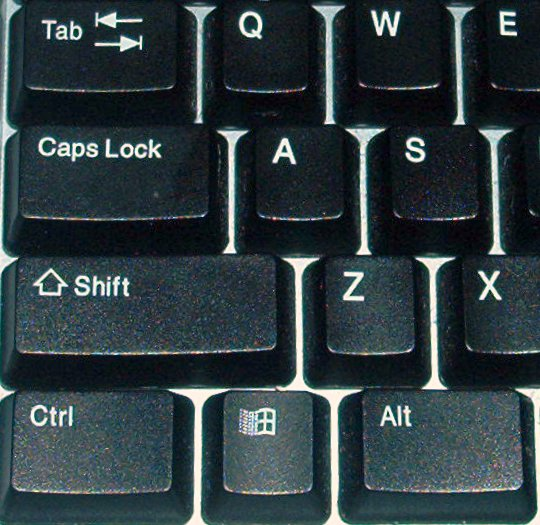
常用修饰键的位置

修饰键（英語：modifier key）在计算机领域指电脑键盘上的一些用于组合按键的特殊按键。在修饰键被按压的同时按下另一个键会指向该键的非默认动作。只按下修饰键一般不执行任何动作。
举例来说，大多数键盘布局中以Shift键组合的⇧ Shift+A将输出大写字母“A”而非默认的小写字母“a”（除非处在大写锁定或Shift锁定模式）。Microsoft Windows中的组合键Alt+F4是关闭目前活动窗口的快捷键，此用法中的Alt也是一个修饰键。
用户界面专家傑夫·拉斯金创造了术语“quasimode”表示计算机在修饰键被按下时进入的状态。

## 打字机上的修饰键
- ⇧ Shift

## 个人电脑上的修饰键
通常包括：
- ⇧ Shift
- Ctrl (Control)
- Alt (Alternate) – Apple Macintosh键盘上上标为Option
- AltGr (Alternate Graphic)
- ◆（英语：Meta key） – Meta键，出现在MIT、Symbolics（英语：Symbolics）和Sun微系统键盘上
- Win(Windows徽标) – 出现在Windows键盘上
- ⌘ Command – Command键，出现在Apple Macintosh键盘上。旧款键盘使用苹果公司徽标标记。
- Fn (Function) – 出现在一些小型布局键盘上，例如很多笔记本电脑。